# 查爾方特 (加利福尼亞州)
查爾方特（英語：Chalfant）是位於美國加利福尼亞州莫諾縣的一個人口普查指定地區。

## 地理
查爾方特的座標為37°31′46″N 118°21′48″W / 37.52944°N 118.36333°W，而該地最高點為海拔高度1298米（即4258英尺）。

## 人口
根據2010年美國人口普查的數據，查爾方特的面積為72.650平方千米，當中陸地面積為72.577平方千米，而水域面積為0.073平方千米。當地共有人口651人，而人口密度為每平方千米8人。